# Moulaine
La Moulaine est un ruisseau français, affluent de la Chiers en rive gauche et faisant donc partie du bassin versant de la Meuse.

## Hydronymie
Du latin molinum, qui évoque l'existence des cinq ou six moulins échelonnés sur le parcours du ruisseau.

## Géographie
La Moulaine prend sa source près de Tiercelet, traverse ensuite la petite agglomération de Moulaine (commune de Haucourt-Moulaine), longe une friche industrielle puis son cours aval est couvert et passe sous les usines d’Herserange, jusqu’à sa confluence avec la Chiers, également couverte. Sa longueur est de 12 km

## Affluents
- le Ru de la Côte Rouge (rd), 6,8 km